# Vilhelm Rosenberg
Vilhelm Rosenberg   (Copenhaguen, 20 d'agost de 1862 - 4 de juliol de 1944) era un compositor danès, fill de Carl Rosenberg.
Rosenberg es va convertir en estudiant el 1881, va passar pel conservatori 1884/86, va ser director de direcció a Dagmarteatern 1889/91, professor a Horneman's Music Institute 1890-1906 on entre els seus alumnes tingué a Frederik Matthison-Hansen. I fou líder de la societat de cançons "Ydun" 1892-1907. El 1909 es va convertir en director de beques Afholdsfolkenes i va fundar el 1901 amb una altra associació danesa de concerts.
Rosenberg va compondre diversos fulletons de romanços i duets i l'òpera Lorenzaccio, "concert de drama" Attila, música per al ballet Terpsichore, les cantates Tonernes Verden i Charles Dickens, així com música per a l'obra "Klytemnestra", "En Soul after death", "Brand", "Klokken, der es va enfonsar", "Vasantasena" i altres.